# Magnus Johann von Grotenhielm
Magnus Johann von Grotenhielm (auch Grotenhjelm, russisch: Максим Максимович Гротенгельм; * 8. Mai 1789 in Weißenstein Estland; † 19. November 1867 in Wiesbaden) war ein russischer Generalleutnant und stammte von der deutsch-baltischen Offiziersfamilie „von Grotenhielm“ ab.

## Leben und militärische Laufbahn
Von 1806 bis 1808 studierte er auf der Kaiserlichen Universität Dorpat Militärwissenschaft, seit 1807 war er als Freiwilliger in der livländischen Miliz und trat 1808 danach in die Kaiserlich-Russische-Armee ein. Seinen ersten Kriegseinsatz erlebte er im russisch-türkischen Krieg zwischen 1809 und 1811. Als Husarenoffizier nahm er an den russischen Feldzügen von 1812 bis 1814 teil. 1814 wurde er zum Hauptmann befördert und war mit seinem Verband in Frankreich eingesetzt. 1813 wurde er Ordonnanzoffizier im II. Korps. 1824 wurde er Oberstleutnant und Kommandeur des Kiewer Dragoner-Regiments, 1826 folgte die Beförderung zum Oberst. Als Kommandeur des Kiewer-Dragoner-Regiments war er von 1828 bis 1829 im russisch-türkischen Krieg eingesetzt. 1830–1831 folgte sein Einsatz im polnischen Aufstand. 1834 wurde er zum Generalmajor befördert und befehligte die 2. Brigade der 6. Kavallerie-Division. Von 1843 bis 1846 diente er im Kaukasischen-Korps, er befehligte die tschetschenischen und dagestanischen Einheiten und kämpfte im Kaukasuskrieg. 1847 übernahm er unter gleichzeitiger Beförderung zum Generalleutnant die 2. Ulanen-Division die er im Ungarnfeldzug kommandierte. 1849 wurde er Kommandeur einer Reserve-Division und nahm am Ungarnfeldzug teil. Die 3. Leichte Kavallerie Division führte er als Kommandeur von 1850 bis 1856. Zum Ende seiner Laufbahn wurde er Befehlshaber der Truppen in Odessa und zwischen der Dnjepr- und Berezanski-Mündung. Im Jahre 1856 wurde er zum General der Kavallerie ernannt.

## Auszeichnungen
1) Russische Orden:
- 1814 Goldenes Schwert für Tapferkeit
- 1830 Russischer Orden des Heiligen Georg, 4. Klasse
- 1850 Russischer Orden des Heiligen Georg, 3. Klasse
- 1854 Goldenes Schwert für Tapferkeit mit Diamanten

2) Ausländische Orden:
- 1813 Pour le Mérite
- Militär-Maria-Theresien-Orden, 3. Klasse

## Herkunft und Familie

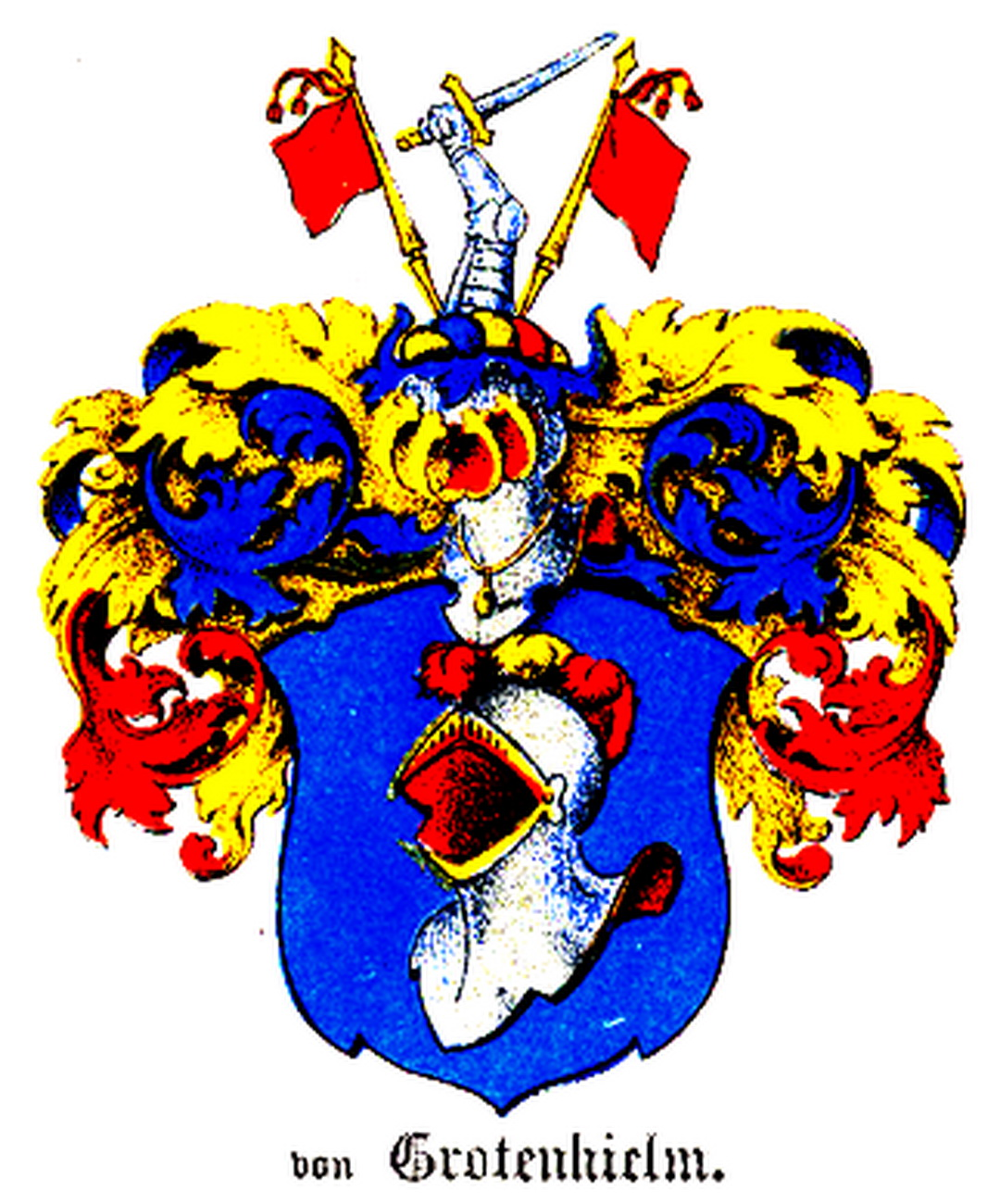
Wappen der Adelsfamilie „von Grotenhielm“

Magnus Johann v. G. stammte aus dem deutsch-baltischen Adelsgeschlecht Grotenhielm. Sein Vater war der russische Major und Stadtvogt von Sankt Petersburg Magnus Christoph von Grotenhielm, seine Mutter war Anna Eleonora, eine geborene Grotenhielm. Magnus Johann heiratete Vera Manstein, hatte aber keine Nachkommen. Sein Neffe Alexander Eduard von Grotenhielm (1831–1899) war ebenfalls russischer Generalleutnant. Magnus Johann verstarb am 19. November 1867 und wurde auf dem Russischen Friedhof in Wiesbaden beigesetzt.